# لیلیا تر-میناسیان
لیلیا (لی‌لی) یرواندی تر-میناسیان (ارمنی: Լիլիա (Լիլի) Երվանդի Տեր-Մինասյան؛ انگلیسی: Lilia Ter-Minassian؛ زادهٔ ۱۸ مهٔ ۱۹۲۱ - درگذشته ۲۷ مهٔ ۱۹۹۸) مترجم، تاریخ‌نگار ادبی اهل ارمنستان بود. 

## زندگی‌نامه
وی در ۱۸ مه ۱۹۲۱ در واغارشاپات به دنیا آمد و از  دانشگاه دولتی ایروان (۱۹۴۳) و دانشگاه دولتی زبان‌ها و علوم اجتماعی بروسوف ایروان (۱۹۷۱) فارغ‌التحصیل گشت. یرواند تر-میناسیان پدر وی بود. وی در کالج دولتی موسیقی رومانوس ملیکیان و دانشگاه دولتی ایروان فعالیت می‌کرد. وی عضو اتحادیه نویسندگان اتحاد شوروی و حزب کمونیست اتحاد جماهیر شوروی بود. وی در کالج دولتی موسیقی رومانوس ملیکیان و دانشگاه دولتی ایروان فعالیت می‌کرد.  وی در ۲۷ مه ۱۹۹۸ در سن ۷۷ سالگی در ایروان درگذشت.